# 아카바네이와부치역
아카바네이와부치역(일본어: 赤羽岩淵駅、あかばねいわぶちえき, 영어: Akabane-iwabuchi Station)은 도쿄도 기타구 아카바네에 있는 철도역이다.
이 역은 도쿄 메트로과 사이타마 고속 철도가 공동사용 하는 역이며 도쿄 메트로에서 관할한다. 도쿄 메트로의 역 번호는 N 19/SR19이다.

## 역 구조
섬식 승강장 1면 2선의 지하역. 보안용에 밀폐형 스크린도어 시스템을 도입했다. 난보쿠선 및 사이타마 고속 철도선은 당역에서 상호 직통 운전을 하고 있고 승강장을 공용한다. 그래서, 사이타마 고속 철도선에서는 유일한 밀폐형 스크린도어 설치 역이기도 하다.

### 승강장
| 1 | ■ 사이타마 고속 철도선 | 우라와미소노 방면           |
| 2 | ○ 도쿄 메트로 난보쿠선 | 히요시 에비나 쇼난다이 방면 |

## 역세권 정보
- 국도 제122호선
- 동일본 여객철도(JR동일본) 아카바네역
- 아라카와강
- 신아라카와 대교

## 역사
- 1991년 11월 29일: 난보쿠 선 영업 개시.
- 2001년 3월 28일: 사이타마 고속철도의 개통으로, 난보쿠 선과 직통 운행 개시.

## 사진

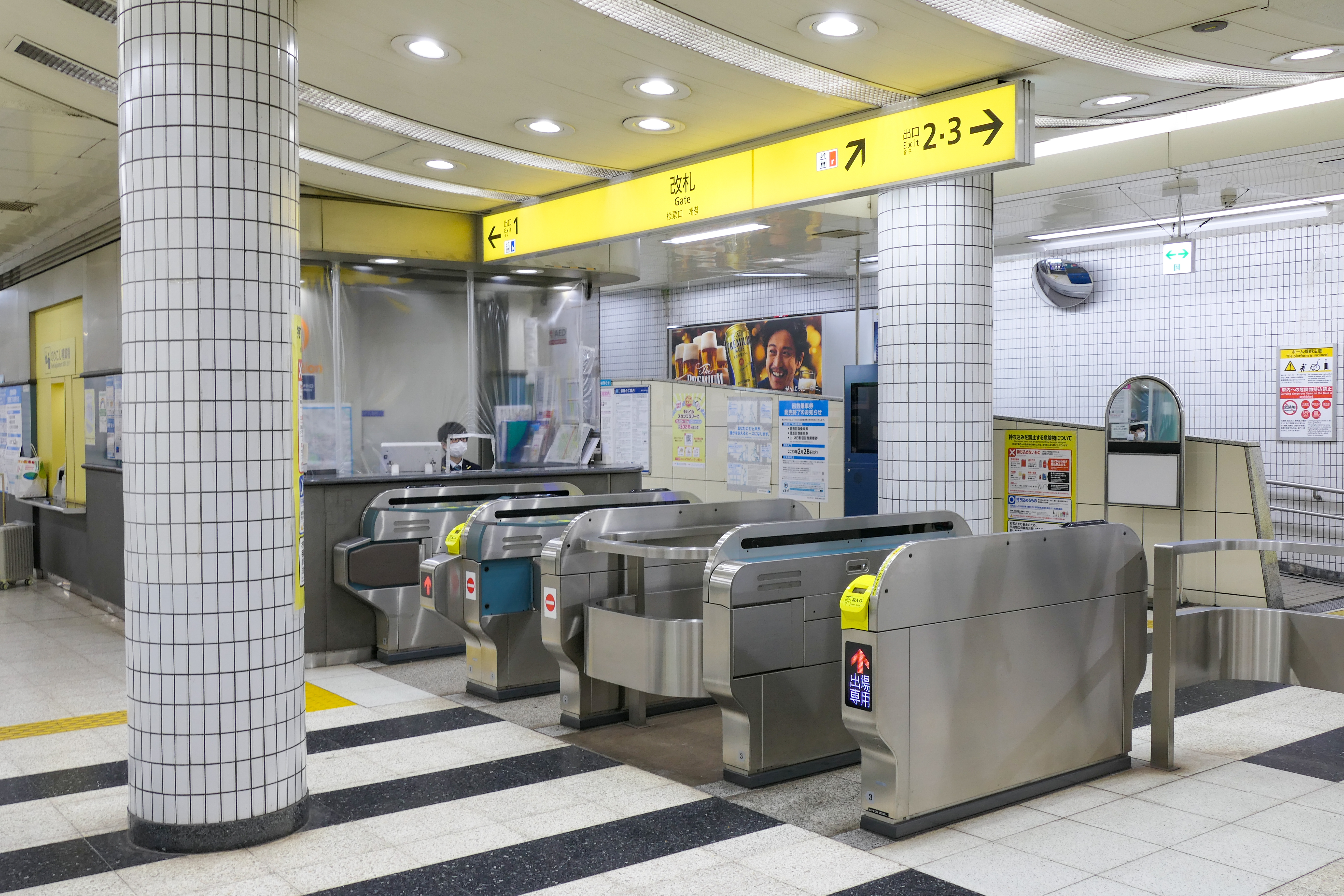
개찰(2022년 12월)
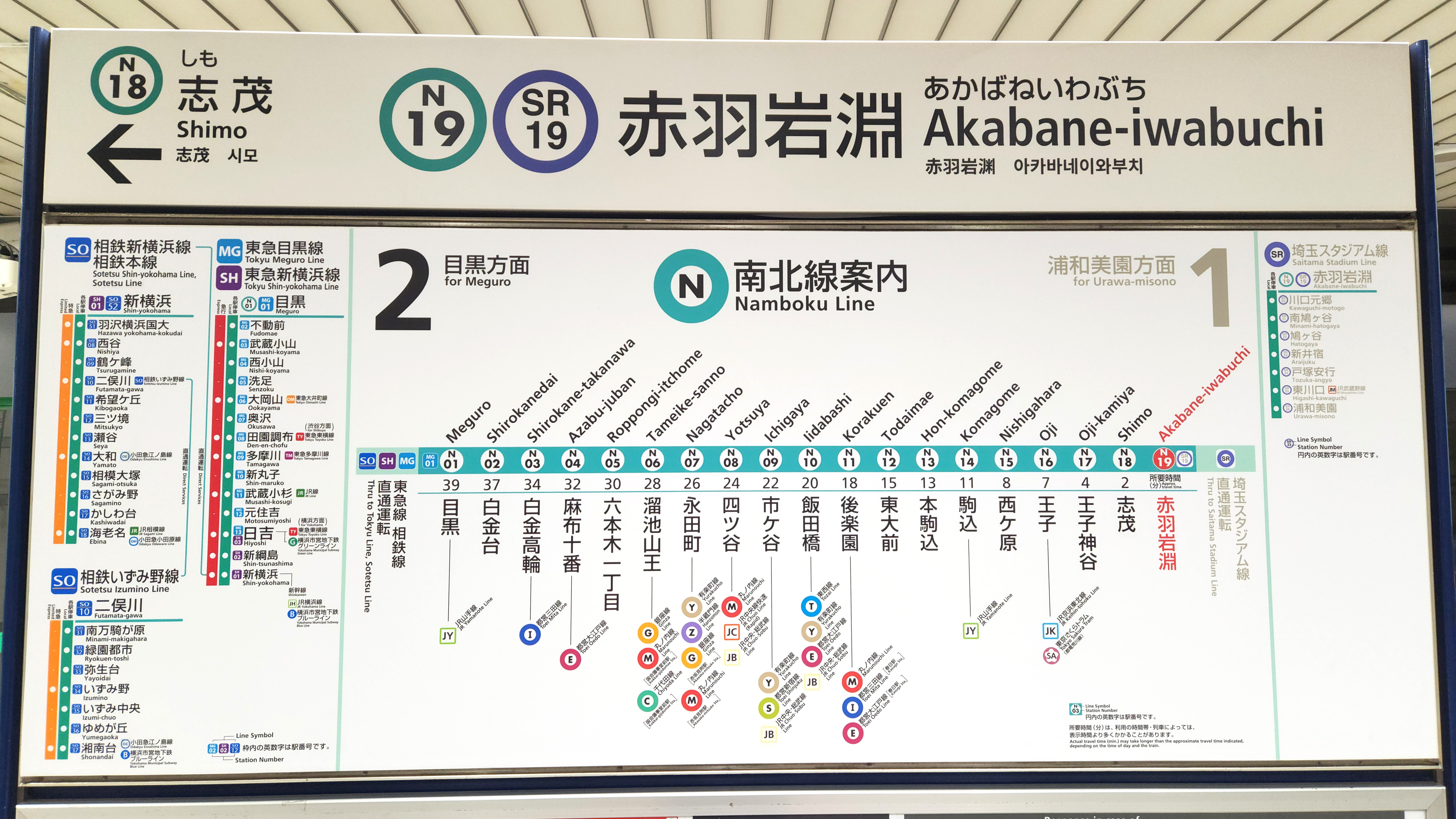
역명판(2023년 5월)

## 인접역
| 도쿄 메트로 ○ 난보쿠 선 사이타마 고속 철도 ■ 사이타마 고속 철도선 | 도쿄 메트로 ○ 난보쿠 선 사이타마 고속 철도 ■ 사이타마 고속 철도선 | 도쿄 메트로 ○ 난보쿠 선 사이타마 고속 철도 ■ 사이타마 고속 철도선 |
| ----------------------------------------------------------------- | ----------------------------------------------------------------- | ----------------------------------------------------------------- |
| N 18 시모 메구로 방면                                             | 난보쿠 선 사이타마 고속 철도선                                    | 가와구치모토고 우라와미소노 방면                                  |